# Cheile Șușarei
Cheile Șușarei (cunoscute și sub numele de Cheile Valea Morii) alcătuiesc o arie protejată de interes național ce corespunde categoriei a IV IUCN (rezervație naturală de tip mixt), situată în Banat, pe teritoriul județuli Caraș-Severin.

## Localizare
Aria naturală se află în Munții Locvei, în extremitatea sud-vestică a județului Caraș-Severin (în nordul satului Știnăpari), pe teritoriul administrativ al comunei Sasca Montană, în imediata apropiere a drumului județean DJ571,care leagă localitatea Cărbunari de Sasca Montană.

## Descriere
Rezervația naturală (inclusă în Parcul Național Cheile Nerei - Beușnița) a fost declarată arie protejată prin Legea Nr.5 din 6 martie 2000 (privind aprobarea Planului de amenajare a teritoriului național - Secțiunea a III-a - zone protejate) și se întinde pe o suprafață de 246 ha. Aceasta se suprapune sitului de importanță comunitară - Cheile Nerei-Beușnița.
Aria naturală este străbătută de valea Șușarei și reprezintă o zonă împădurită, cu abrupturi, chei, pereți calcaroși, doline, grohotișuri, lapiezuri, cascade, peșteri, izvoare, pajiști și poiene; cu floră și faună diversificată. 

## Biodiversitate
Rezervația naturală fost înființată în scopul protejării biodiversității și menținerii într-o stare de conservare favorabilă a florei și faunei sălbatice aflate în sud-vestul țării, în Munții Locvei (grupă montană a Munților Banatului aparținând lanțului carpatic al Occidentalilor).

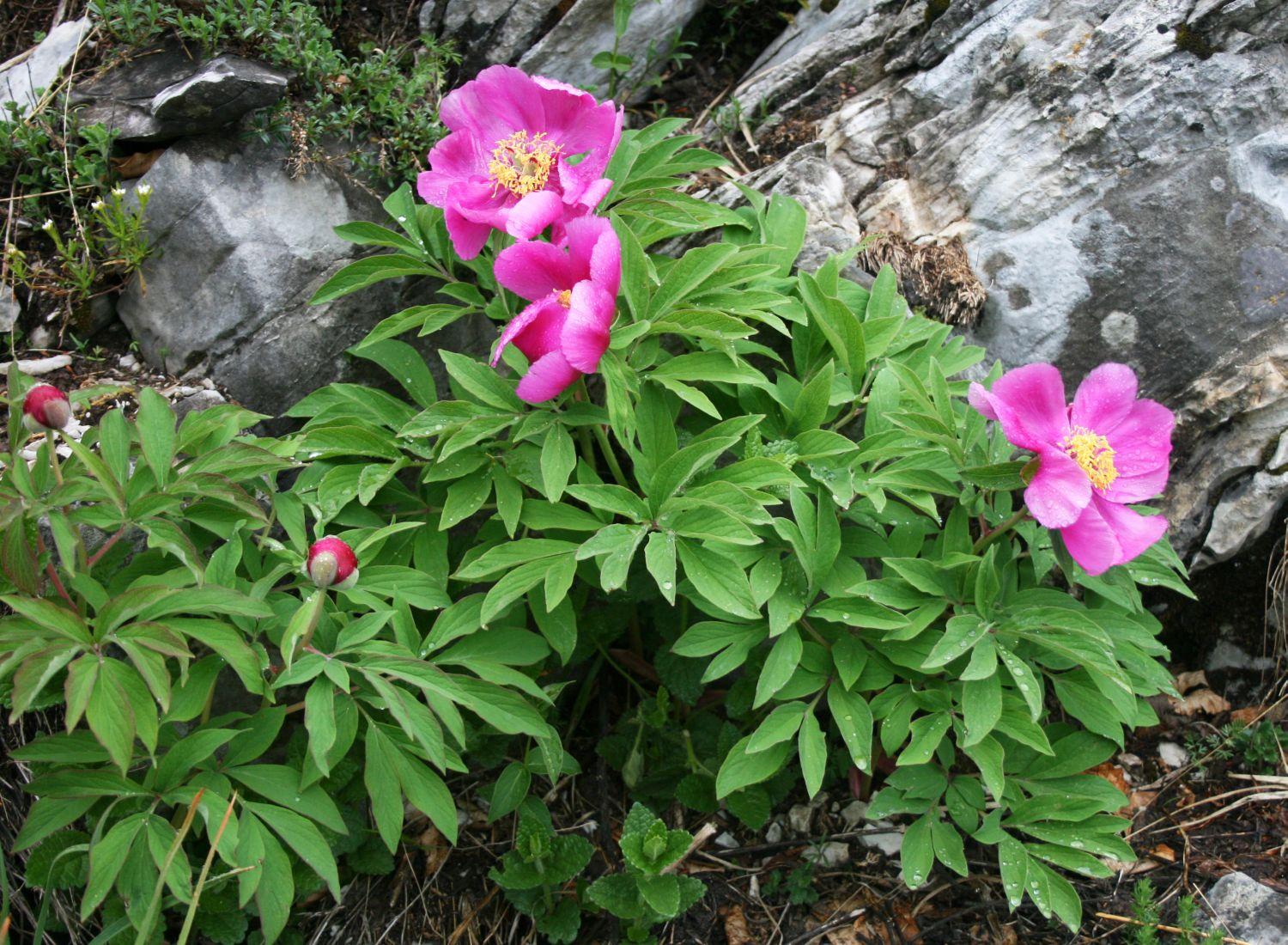
Bujorul bănățean (Paeonia officinalis)

Flora rezervației este constituită din specii arboricole de fag (Fagus sylvatica), gârniță (Quercus frainetto), cer (Quercus cerris), tei (Tillia), tisă (Taxus baccata); tufărișuri cu arbusti de alun (Corylus avellana), sânger (Cornus sanguinea), mojdrean (Fraxinus ornus), cornișor (Ruscus hypoglosum), cărpiniță (Carpinus orientalis), scumpie (Cotinus coggyria), alun turcesc (Corylus colurna), vișin turcesc (Prunus mahaleb).
La nivelul ierburilor vegetează mai multe rarități floristice; printre care: bujor de pădure, stânjenel de munte (Iris graminea), bujor bănățean (Paeonia officinalis ssp.), săbiuță (Gladiolus imbricatus) sau garofiță pitică (Dianthus nardiformis).
Fauna este reprezentată de o gamă diversă de specii; dintre care unele protejate la nivel european sau aflate pe lista roșie a IUCN.

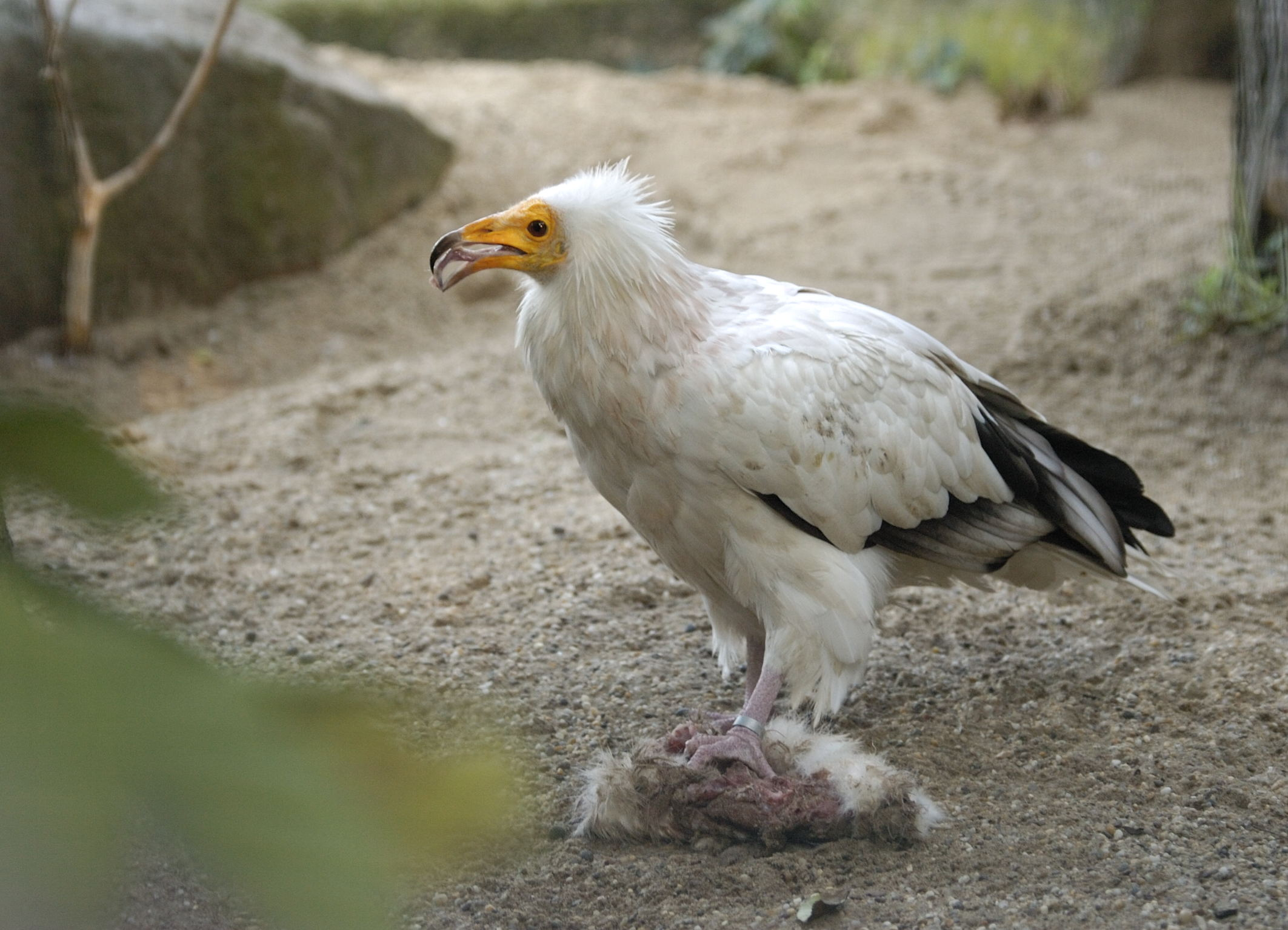
Vultur alb (Neophron percnopterus)

Specii de mamifere: urs brun (Ursus arctos), vulpe (Vulpes vulpes crucigera), căprioară (Capreolus capreolus), mistreț (Sus scrofa) , râs eurasiatic (Lynx lynx), lup cenușiu (Canis lupus), veveriță (Ciurus vulgaris), liliacul mic cu potcoavă (Rhinolophus hipposideros), liliacul comun (Myotis myotis), liliacul de iaz (Myotis dasycneme), liliacul mare cu potcoavă (Rhinolophus ferrumequinum), liliacul cu urechi de șoarece (Myotis blythii). 
Specii de păsări: vulturul alb (Neophron percnopterus), lăstunul mare (Apus apus), o specie de lăstun de stâncă (Hirundo rupestris), rândunica roșcată (Hirundo daurica), presura bărboasă (Emberiza cirlus) sau pietrarul bănățean (Oeananthe hispanica). 
În arealul rezervației viețuiesc și câteva specii pești și amfibieni; astfel: zglăvoacă (Cottus gobio), mreană vânătă (Barbus meridionalis), petroc (Gobio kessleri), dunăriță (Sabanejewia aurata), răspăr (Gymnocephalus schraetzer), fusar (Zingel streber), boarța, ivorașul-cu-burta-galbenă (Bombina variegata).

## Căi de acces
- Drumul județean (DJ571J) - Oravița - Ilidia - Potoc - Slatina-Nera - Sasca Montană - din sat se merge în amonte pe Râul Șușara, până la rezervație[13]

## Monumente și atracții turistice
Obiective de interes istoric, cultural și turistic aflate în vecinătatea rezervației naturale:
- Biserica "Nașterea Maicii Domnului" din Sasca Montană, construcție 1771, monument istoric.
- Biserica greco-catolică "Sf. Apostoli" din Sasca Montană, construcție 1777, monument istoric.
- Exploatare minieră din Dealul Tecla de la Sasca Montană (sec. II - III p. Chr., Epoca romană).
- Arii protejate: Cheile Nerei.

## Galerie foto

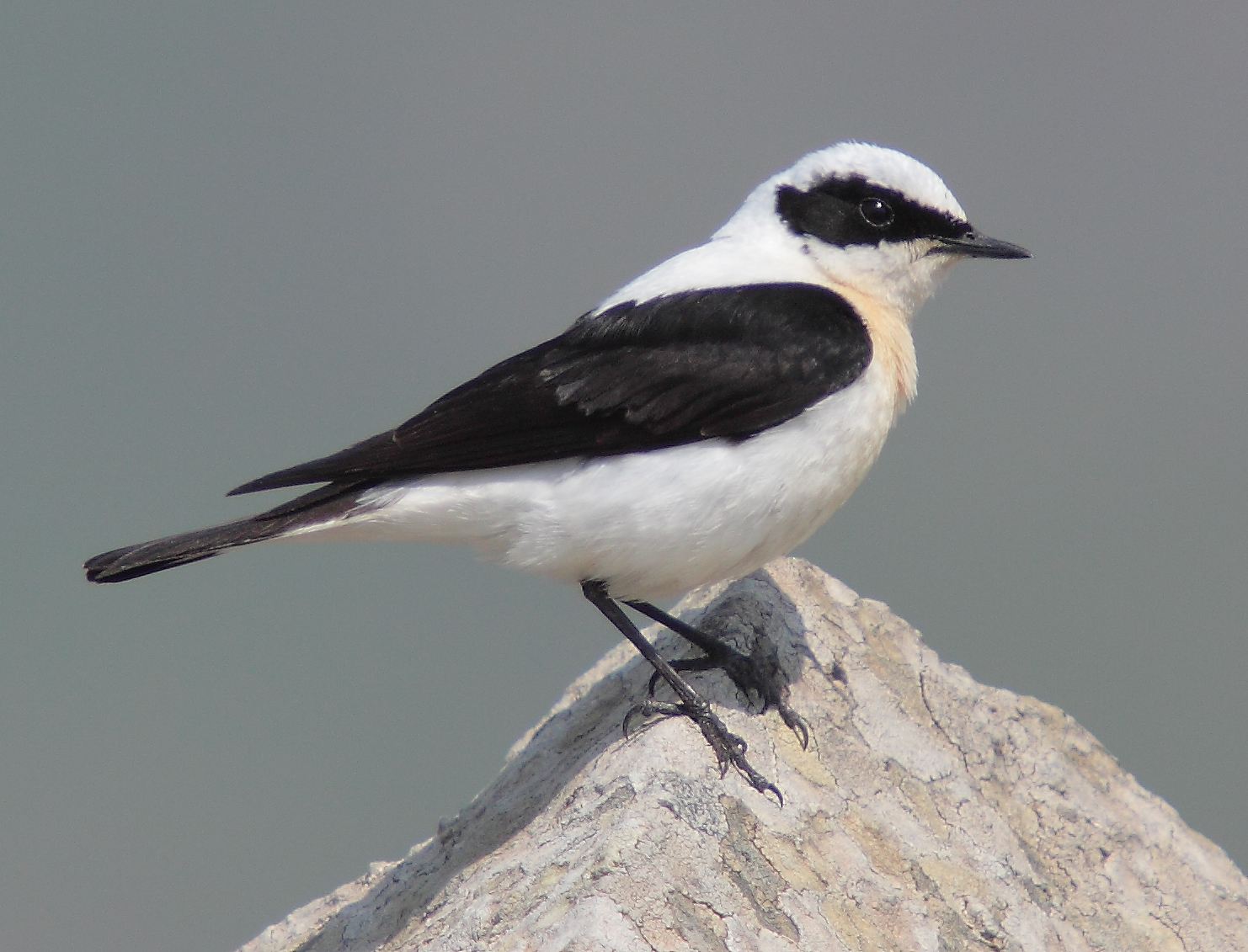
Pietrarul bănăţean (Oeananthe hispanica)
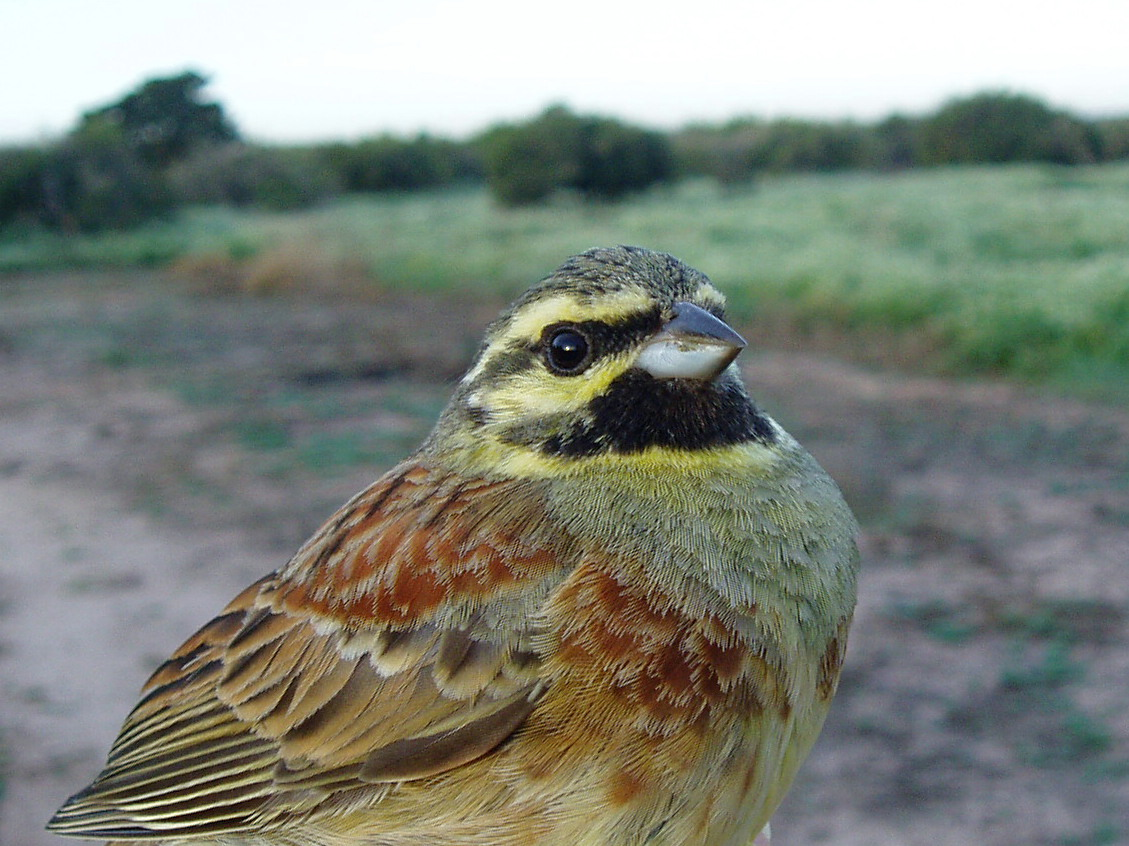
Presura bărboasă (Emberiza cirlus)
Rândunica roşcată (Hirundo daurica)